# Charles Grey (Politiker)
Charles Frederick Grey, CBE (* 25. März 1903; † 7. September 1984) war ein britischer Politiker der Labour Party, der unter anderem von 1945 bis 1970 Mitglied des Unterhauses (House of Commons) sowie zwischen 1966 und 1969 Treasurer of the Household war.

## Leben
Charles Frederick Grey besuchte die Grundschule und begann 1917 als 14-Jähriger in einem Bergwerk in Durham zu arbeiten. Er trat der Labour Party bei und engagierte sich als Mitglied des Exekutivkomitees der Labour Party im County Durham. Bei der Unterhauswahl am 5. Juli 1945 wurde er für die Labour Party als Nachfolger seines Parteifreundes Joshua Ritson im Wahlkreis „Durham“ erstmals zum Mitglied des Unterhauses (House of Commons) gewählt und gehörte diesem nach seinen Wiederwahlen am 23. Februar 1950, 25. Oktober 1951, 26. Mai 1955, 8. Oktober 1959, 15. Oktober 1964 und 31. März 1966 fast 25 Jahre lang bis zur Unterhauswahl am 18. Juni 1970 an.
Nach dem Wahlsieg der Labour Party bei der Unterhauswahl am 15. Oktober 1964 übernahm Grey zunächst die Funktion als Comptroller of the Royal Household und war danach als Nachfolger von John Silkin von Juli 1966 bis zu seiner Ablösung durch Charles Morris im Oktober 1969 stellvertretender Parlamentarischer Hauptgeschäftsführer (Deputy Chief Whip) der Labour Party-Fraktion und zugleich Treasurer of the Household. Für seine Verdienste wurde er 1966 zum Commander des Order of the British Empire (CBE) ernannt. Nach seinem Ausscheiden aus dem Unterhaus gewann sein Parteifreund Mark Hughes die Wahl am 18. Juni 1970 im Wahlkreis „Durham“.
Charles Grey engagierte sich zudem als Prediger in der Methodistischen Kirche und bekleidete 1971 das Amt als Präsident der Independent Methodist Connexion, eine britische Gruppe nonkonformistischer Gemeinden, deren Wurzeln im evangelischen Revival des 18. Jahrhunderts liegen, und die die Gleichheit aller Mitglieder und die Unabhängigkeit der Ortskirche betont. Er war seit 1925 mit Margaret Aspey verheiratet.